# Поповка (Гайський міський округ)
Попо́вка (рос. Поповка) — селище у складі Гайського міського округу Оренбурзької області, Росія.

## Населення
Населення — 409 осіб (2010; 441 у 2002).
Національний склад (станом на 2002 рік):
- росіяни — 49 %
- башкири — 27 %